# Baldwin Park (Missouri)
Baldwin Park è un villaggio degli Stati Uniti d'America, situato nello Stato del Missouri, nella contea di Cass.